# Ptyelus montaguei
Ptyelus montaguei är en insektsart som beskrevs av William Lucas Distant 1920. Ptyelus montaguei ingår i släktet Ptyelus och familjen spottstritar. Inga underarter finns listade i Catalogue of Life.